# Tetanolita palligera
Tetanolita palligera är en fjärilsart som beskrevs av Smith 1884. Tetanolita palligera ingår i släktet Tetanolita och familjen nattflyn. Inga underarter finns listade i Catalogue of Life.